# Costus afer
Espèce
Classification phylogénétique
Costus afer est une espèce de plantes herbacées vivaces et rhizomateuses de la famille des Costaceae présente en Afrique, du Sénégal jusqu’en Éthiopie et vers le sud jusqu’en Tanzanie, au Malawi et en Angola.

## Description
D'une hauteur pouvant atteindre 4 m de haut, Costus afer a des feuilles simples et entières Ses fleurs sont bisexuées et son fruit d'1 cm de long est ellipsoïde. Ses graines sont noires.

## Reproduction
La dissémination de ses graines est facilitée par les éléphants, celles-ci étant capables de germer dans les excréments d'éléphant.

## Usages
Dans la médecine traditionnelle en Afrique, différentes parties de la plante sont utilisées pour traiter la tachycardie, les maux d’estomac, la toux, les problèmes respiratoires, le mal de gorge, les troubles oculaires, les maux de tête, les œdèmes et le paludisme.
La plante peut également servir pour fabriquer du papier, construire des maisons, comme crème hydratante pour la peau ou comme fourrage pour les animaux.